# Striker (maskota)
Striker je bila uradna maskota Svetovnega prvenstva v nogometu 1994. Predstavlja psa, oblečenega v rdečo, belo in modro opravo, podobno opravi ameriške nogometne reprezentance. Na njegovi majici je napis "USA 94" ("ZDA 94"). 
Ime maskote je bilo izbrano po glasovanju. Glasovalo je več kot 25.000 Američanov, izglasovano ime je bilo Striker (Napadalec). Ime kot tudi maskota sama naj bi predstavljala mladost, vitalnost in razburljivost nogometa v ZDA.
Maskoto so ustvarili v studijih filmske družbe Warner Bros. 